# Requena (província)
Requena é uma província do Peru localizada na região de Loreto. Sua capital é a cidade de Requena.

## Distritos da província
- Alto Tapiche
- Capelo
- Emilio San Martín
- Jenaro Herrera
- Maquía
- Puinahua
- Requena
- Saquena
- Soplin
- Tapiche
- Yaquerana